# William Gladstone Harvell
William Gladstone „Bill“ Harvell (* 25. September 1907 in Aldershot; † 13. Mai 1985 in Portsmouth) war ein britischer Radrennfahrer.

## Sportliche Laufbahn
Harvell war Teilnehmer der Olympischen Sommerspiele 1932 in Los Angeles. Dort gewann er mit seinen Teamkameraden Ernest Johnson, Frank Southall und Charles Holland in der Mannschaftsverfolgung die Bronzemedaille. Im olympischen Straßenrennen wurde er beim Sieg von Attilio Pavesi als 19. klassiert. Er startete auch im 1000-Meter-Zeitfahren und wurde in diesem Wettbewerb zeitgleich mit Luigi Consonni Vierter. Er startete für den Verein Poole Wheelers.